# HIP 14810 d
HIP 14810 d (بالإنجليزية: HIP 14810 d)‏ هو كوكب خارج المجموعة الشمسية، في كوكبة الحمل (كوكبة)، يتبع HIP 14810 ‏.

## الاكتشاف
اكتشف في 2009.